# Xã Humboldt, Quận Minnehaha, South Dakota
Xã Humboldt (tiếng Anh: Humboldt Township) là một xã thuộc quận Minnehaha, tiểu bang Nam Dakota, Hoa Kỳ. Năm 2010, dân số của xã này là 339 người.